# Calamotropha okanoi
Calamotropha okanoi là một loài bướm đêm trong họ Crambidae.